# Fårhus
|  | Fårhus er også en bebyggelse i Agerskov Sogn, Tønder Kommune |
Fårhus er en landsby i Sønderjylland med 228 indbyggere  (2024). Fårhus er beliggende fem kilometer nord for Padborg og 14 kilometer nord for Flensborg. Byen tilhører Aabenraa Kommune og er beliggende i Region Syddanmark.
Den hører til Bov Sogn.
I Frøslev Plantage syd for Fårhus lå Frøslevlejren som var en dansk interneringslejr under besættelsen. Efter befrielsen hed lejren Fårhuslejren.